# 網中人
《網中人》（英語：The Good, The Bad And The Ugly）是香港電視廣播有限公司製作的時裝長篇電視劇，於1979年10月1日首播，共80集，監製李添勝，編劇王晶，周潤發及鄭裕玲主演。 新加坡媒體曾選出二十世纪華語百部經典電视劇，此劇入選十大之一。本劇平均收視達60點，成為無綫電視1979年全年收視冠軍。

## 重播
此劇曾於1987年，1996年1月1日至3月29日及2002年，逢星期一至五早上10:40-11:40在無綫電視翡翠台重播，逢公眾假期暫停播映。

## 故事大綱
充滿自信的程緯（周潤發飾）大學畢業後，在玉福珠寶公司工作，表現出眾，更與太子女方希文（鄭裕玲飾）熱戀。惜好景不常，程緯為幫母償賭債，竟盜取公款，被野心勃勃的阮其昌（李道洪飾）揭發。程緯無奈入獄，希文亦傷心離港，而養家的重擔，使落在剛由大陸來港的程緯弟程燦（廖偉雄飾）身上。
後程緯出獄，得好友賀雋（任達華飾）介紹，進入其姊賀縈（繆騫人飾）之夜總會工作。另一方面，賀雋傾慕新晉女星區曉華（歐陽珮珊飾）多年，後更與程緯合力替曉華擺脫花花公子的魔掌。
惜賀縈不幸在車禍中身亡，而曉華得程緯悉心開解，二人互生情懷。此時，希文因父病危返港，與程緯重逢，舊情復熾，程緯、希文、曉華三人關係頓糾纏不清...後希文在其父死後接掌公司工作，但此時公司已由其昌控制。希文在逆境中得程緯復出協助，與其昌週旋到底，將其醜行一一揭破。

## 女主角換人風波
繆騫人飾演的「賀縈」本是第一女主角，但拍至第八集時，她突然失蹤，監製李添勝最後通過藝員科找到繆騫人，得到的回覆是「辭演」。結果，在劇中與其有直接關係的演員包飾演賀縈弟弟的任達華、賀縈情夫的劉丹、暗戀賀縈的酒廊歌手林子祥等的戲份被刪減，甚至整個角色被刪除。無綫於第十六集以剪接技巧交代，賀縈坐的士途中遇上交通意外身亡，結束這個角色。
至於繆騫人為何辭演，坊間眾說紛紜。順帶一提，1979年繆騫人被傳媒得知與前佳視大股東、富商林秀峰交往，之前亦有傳媒指她與林秀峰的婚變有關。她回應傳媒表示雙方還未到談婚論嫁階段，二人交往幾年後分手。經過多年以後，林秀峰後來接受傳媒訪問時，對繆騫人讚不絕口，無綫電視疑似把繆騫人的感情事「擺上枱」。2009年的回顧節目《由1967開始》談及此次風波時，只強調「繆騫人失縱」，並沒有提及原因。
辭演事件後，無綫找來歐陽佩珊飾演一名被富商包起的電視藝員區曉華，與周潤發飾演的程緯發展另一條感情線，代替繆騫人的角色。
劇情發展本是周潤發飾演的程緯與繆騫人飾演的賀縈是一對，鄭裕玲飾的富家女方希文只是單戀程緯，最後退出三角戀，但繆騫人的辭演造就周潤發和鄭裕玲的角色漸漸走在一起。歐陽佩珊加入後，本是安排周潤發與歐陽佩珊最終一對，但觀眾強烈要求周潤發與鄭裕玲一對，最後便安排歐陽佩珊為了救周潤發和鄧碧雲而被利斧斬死，周潤發與鄭裕玲成為一對，大結局時周潤發和鄭裕玲親吻戲，成為觀眾期待的高潮。
本劇播畢四個月後，無綫推出劇集《親情》，才正式落實鄭裕玲對周潤發的戀情沒有好結果的橋段。

## 對社會的影響
劇中廖偉雄飾演的「阿燦」剛從中國大陸偷渡香港的新移民，性格愚昧、好吃懶做、非理性、急於求成，「阿燦」於是逐漸成為香港人對大陸人的貶稱。及後越來越多香港人到中國大陸經商和旅遊，見到中國大陸社會千奇百怪，感到大開眼界，以港燦自嘲。1997年香港主權移交後，中港兩地經濟差距收窄，大陸人開始以「港燦」嘲笑香港某些土裡土氣的香港人，而一些移民加拿大後回流的人也被嘲為加燦。
曾在《網中人》飾演程緯的周潤發發哥，在2014年10月中說出一句「咪搵少啲囉」，成了香港人反思核心價值的金句。

## 演員表

### 程家
| 演員   | 角色   | 暱稱／關係 |
| 黃新   | 程 照  | 照叔 吳秀英之夫 程緯、程燦、程芬之父 張美寶之家翁 上海佬之好友 玉福珠寶行之職員，後離職 |
| 鄧碧雲 | 吳秀英 | 程師奶 程照之妻 程緯、程燦、程芬之母 張美寶之家姑 蘇師奶之好友 針對區曉華，後和好 第19集因賭輸錢而欠下高利貸 第27集被高利貸綁架 第28集獲救 第66集與區曉華一同被大爛才綁架，後獲救 |
| 周潤發 | 程 緯  | 阿緯 程照、吳秀英之長子 中文大學畢業 張美寶之大伯 賀雋、區鎮龍、龍冠三、朱柏強之好友 方希文之男友，入獄後分手，最後復合 出獄後曾與區曉華相戀 玉福珠寶公司前見習主任，後為方希文之私人助手 阮其昌、大爛才之天敵 被阮其昌陷害 於第29集為幫吳秀英償還賭債而虧空公款，並被阮其昌揭發 第33集被判入獄九個月，於獄中認識龍冠三並與大爛才結怨 第44集出獄 第72集與方希文復合 |
| 廖偉雄 | 程 燦  | 阿燦、鹹蝦燦 程照、吳秀英之次子 程緯之弟 程芬之兄 阿標之好友 張美寶之男友，後為其夫 從內地偷渡至香港 為人游手好閒、不務正業 第58集被大爛才騙財後，與標向其尋仇，並把其眼睛打瞎，導致其精神失常，因而間接害死區曉華 第76集與標打劫玉福珠寶公司 第80集被判入獄三年 |
| 倫志文 | 程 芬  | 阿芬 程照、吳秀英之幼女 程緯、程燦之妹 被阮其昌欺騙感情肉體,懷孕後遭到拋棄,最後墮胎。 |
| 江可愛 | 張美寶 | 阿寶、Mabel 程燦之女友，後為其妻 程照、吳秀英之媳婦 程緯之弟婦 程芬之二嫂 與父母常欺負程燦、後因懷孕而和好 |

### 方家
| 演員   | 角色   | 暱稱／關係 |
| 李香琴 | 楊慶雲 | 玉福珠寶公司之董事長 方希文之伯娘，並針對其，後和好 方維灝之大嫂 方淑媚、方淑華、方淑君之母 冼亮、朱柏強之岳母 阮其昌之乾媽兼岳母、後得知其欺騙程芬後開始防備其 朱韵诗之外婆 針對程緯、吳秀英、後和好 |
| 關海山 | 方維灝 | 玉福珠寶公司之創辦人之一兼總經理 方希文之父 方淑媚、方淑華、方淑君之二叔 唐筱梅之姐夫、與其生下方希文 一直愛著唐筱梅 金世德之情敵、後和好 於第53集因肝癌而病逝 |
| 鄭裕玲 | 方希文 | 方維灝、唐筱梅之女 方淑華、方淑媚之堂妹 方淑君之堂姊 賀雋、鄔培珍、區鎮龍之好友 區曉華之好友兼情敵 程緯之女友，程緯入獄後被其提出分手，最後復合 方維灝死後接任玉福珠寶公司總經理一職 |
| 關菊英 | 方淑華 | 楊慶雲之長女 方維灝之姪女 方淑媚、方淑君之姊 方希文之堂姊 朱柏強之妻 朱韵诗之母 |
| 劉香萍 | 方淑媚 | 楊慶雲之次女 方維灝之姪女 方淑華之妹 方淑君之二姊 方希文之堂姐 冼亮之妻 朱韵诗之二姨 |
| 陳美玲 | 方淑君 | 楊慶雲之幼女 方維灝之姪女 方淑媚、方淑華之妹 方希文之堂妹 朱韵诗之三姨 阮其昌之女友，於第44集結婚，第80集得悉其所作所為後與其離婚 |
| 許紹雄 | 朱柏強 | 楊慶雲之女婿 方淑華之夫 方淑君之大姐夫 方希文之堂姐夫 朱韵诗之父 程緯之好友 |
| 駱應鈞 | 冼 亮  | 楊慶雲之女婿 方淑媚之夫 方淑華之妹夫 方淑君之二姐夫 方希文之堂姐夫，與其不和 與阮其昌勾結 |
| 李道洪 | 阮其昌 | Joe、昌少 终极反派 楊慶雲之乾兒子兼女婿 方淑君之男友，於第44集成為其夫，第80集離婚 方淑媚、方淑華之妹夫 方希文之堂妹夫 一開始欲追求方希文，但失敗 與冼亮、周老六、譚堅、李炳逑勾結 将程芬欺騙感情和肉體，導致其墮胎 程緯之天敵，於第29集揭發其虧空公款而導致其入獄 第80集因主謀械劫及意圖謀殺被判入獄八年 |
| 梁潔芳 | 三姐   | 方家之家傭 |
| 婷婷   | 朱韵诗 | 诗诗 方淑華、朱柏強之女 楊慶雲之外孙女 方淑媚、方淑君之姨甥女 |

### 金家
| 演員   | 角色   | 暱稱／關係 |
| 南紅   | 唐筱梅 | 梅姨 信奉天主教 金世德之妻、常被其欺負、後和好 方維灏之姨仔並一直愛著對方 原为方希文之姨，于第38集被金世德喝醉时揭發为方希文之生母 |
| 譚炳文 | 金世德 | 酒鬼 唐筱梅之夫、常欺負其、後和好 方希文之姨丈 于第38集喝醉时将唐筱梅揭發为方希文之生母                                            |

### 賀家
| 演員   | 角色  | 暱稱／關係 |
| 繆騫人 | 賀 縈 | 阿縈 賀雋之姊 葉達燊之情婦 秋紅之好友 地下鐵夜總會之老闆娘 鄭馬田之暗戀對象 第16集因得知葉達燊心臟病發入院而乘搭的士趕往醫院探望其，途中遇上交通意外身亡（此角色原本為第一女主角，後由於繆騫人於第8集辭演而改寫劇情，角色被歐陽佩珊取代，VCD版本戲份被刪除） |
| 任達華 | 賀 雋 | 阿雋 賀縈之弟 程緯、方希文、區鎮龍、鄭馬田之好友 香港大學畢業 鄔培珍之鬥氣冤家 暗戀區曉華 後遠赴美國讀書，於第62集返回香港 （由於繆騫人辭演, 戲份遭到大幅刪減）                                                                                              |
| 梁淑卿 | 卿 姨 | 姑婆 賀縈、賀雋之姑婆 |

### 區家
| 演員     | 角色   | 暱稱／關係 |
| 鄭有國   | 區君毅 | 司徒菁之夫 區鎮龍、區曉華、區曉明之父 |
| 羅 蘭    | 司徒菁 | 區君毅之妻 區鎮龍、區曉華、區曉明之母 |
| 羅志強   | 區鎮龍 | 神龍區 區君毅、司徒菁之長子 區曉華、區曉明之兄 程緯、方希文、賀雋、鄔培珍之好友 |
| 歐陽佩珊 | 區曉華 | 曉華、曉華姐 電視藝員，後成為麗紡服裝店之老闆娘 區君毅、司徒菁之次女 區鎮龍之妹 區曉明之姊 曾與程緯相戀 方希文之好友兼情敵 被岑守業包養，後於程緯幫助之下離開其 於第66集與吳秀英一同被大爛才綁架，最後為救程緯及吳秀英而被大爛才用利斧斬至重傷，失血過多而死 |
| 梁曼儀   | 區曉明 | 區君毅、司徒菁之幼女 區鎮龍、區曉華之妹 |

### 其他演員
| 演員   | 角色       | 關係/暱稱 |
| 石堅   | 龍冠三     | 程緯之好友 黑社會頭目 於程緯服刑時在監牢其認識,後協助程緯對付阮其昌等人                                                                         |
| 呂良偉 | 阿標       | 程燦之好友 與程燦一起偷渡到香港 于第76集與程灿打劫玉福珠寶公司 于第77集被周老六刺杀                                                             |
| 劉丹   | 葉達燊     | 賀縈之情夫 被賀雋針對，於第17集和好（由於繆騫人辭演, 角色被取消）                                                                               |
| 林子祥 | 鄭馬田     | 賀雋之好友 地下鐵夜總會駐唱歌手 暗戀賀縈（此角色原本與繆騫人飾演的角色賀縈有感情線，最後因繆騫人辭演, 角色被取消）                              |
| 焦雄   | 大烂财     | 程纬之天敌 于监狱欺负程纬，后被其打伤 于第66集绑架吴秀英与区晓华，将区晓华用利斧斬至重傷，导致其死亡 被警察证为精神不常                         |
| 杜平   | 谭坚       | 玉福珠寶公司之经理 与方希文和程纬不和 與冼亮、周老六、阮其昌、李炳逑勾結                                                                        |
| 何璧堅 | 何國泰     | 玉福珠寶公司之经理 |
| 金雷   | 張大锦     | 張美寶父 程燦之岳父並針對其、後和好 |
| 梁愛   | 張太       | 張美寶母 程燦之岳母並針對其、後和好 與吳秀英不和                                                                                                |
| 白文彪 | 周老六     | 赌场总经理 與冼亮、谭坚、阮其昌、李炳逑勾結 于第77集被阿标枪杀                                                                                  |
| 黎永強 | 李炳逑     | 玉福珠寶公司之經理 與冼亮、谭坚、阮其昌、周老六勾結                                                                                             |
| 蘇杏璇 | 蘇師奶     | 程家之邻居 吴秀英之好友 |
| 江毅   | 沙膽彪     | 高利貸 綁架吳秀英（第27集） |
| 上官玉 | 葉太       | 第7、17集 葉達燊之妻 賀縈之情敵（由於繆騫人辭演, 角色被取消）                                                                                   |
| 佩雲   | 事頭婆     | 程緯之老闆娘（第45集） |
| 野峰   | 上海佬     | 来自上海 程家之邻居 臭豆腐小贩 程照之好友 |
| 甘國衛 | 岑守業     | 包養区晓华的富商 |
| 莊文清 | 鄔培珍     | 阿鄔 賀雋之鬥氣冤家 方希文、區鎮龍之好友 |
| 華娃   | 秋紅       | 賀縈之好友 地下鐵夜總會之前老闆娘，後把夜總會賣給賀縈 於賀縈死後及賀雋出國後，暫時打理地下鐵夜總會                                              |
| 高岗   | 阿胜       | 龙冠三之手下 |
| 龙天生 | 大圈光     | 程燦、阿標之好友 |
| 陳麗雲 | 阿仙       | 楊慶雲之好友 |
| 梁鸿华 | 阿有       | |
| 叶萍   | 邬母       | |
| 梁潔華 | 职员       | |
| 黄樹棠 | 阿威       | |
| 冯锦堂 | 的士高客人 | |
| 何贵林 | 经纪梁     | |
| 张武孝 | 范雨       | |
| 容朱迪 | 主持人     | |
| 楊仲恩 | 醫生       | |
| 曹濟   | 行街盧     | |
| 陳國權 | 阿牛       | 程家的親戚，新移民，年少時因發燒而變得精神不健全。程照給他介紹了一份工作，被辭退時以暴力威脅老闆，程照又為他說情，最後被關進精神病院。:41,45-49 |

## 電視節目的變遷

### 首播
| 英屬香港 無綫電視翡翠台 翡翠劇場 · 星期一至五 19:05-20:00 | 英屬香港 無綫電視翡翠台 翡翠劇場 · 星期一至五 19:05-20:00 | 英屬香港 無綫電視翡翠台 翡翠劇場 · 星期一至五 19:05-20:00 |
| --------------------------------------------------------- | --------------------------------------------------------- | --------------------------------------------------------- |
|                                                           | 網中人 （1979年10月1日 - 1980年1月18日）                  |                                                           |
| 抉擇 （1979年5月28日 - 1979年9月28日）                    | 風雲 （1980年1月21日 - 1980年4月18日）                    |                                                           |

### 重播
| 英屬香港 無綫電視翡翠台 星期一至五 10:40-11:40 | 英屬香港 無綫電視翡翠台 星期一至五 10:40-11:40 | 英屬香港 無綫電視翡翠台 星期一至五 10:40-11:40 |
| ---------------------------------------------- | ---------------------------------------------- | ---------------------------------------------- |
|                                                | 網中人 （1996年1月2日 - 1996年5月3日）         |                                                |
| —                                              | 香城浪子 （1996年5月6日 - 1996年6月14日）      |                                                |